# Дубинин, Владимир Николаевич
Владимир Николаевич Дубинин (род. 1951) — советский и российский математик, член-корреспондент РАН (2003).

## Биография
Родился 2 июня 1951 года во Владивостоке.
В 1973 году — с отличием окончил Дальневосточный государственный университет, специальность «математика», затем учился в аспирантуре кафедры теории функций Кубанского государственного университета (Краснодар).
В 1977 году — защитил кандидатскую диссертацию, тема «Некоторые симметризационные преобразования и задачи о покрытии в геометрической теории функций комплексного переменного» (научный руководитель — профессор И. П. Митюк).
В 1989 году — защитил докторскую диссертацию, тема: «Метод симметризации в геометрической теории функций».
С 1977 года по настоящее время работает в Дальневосточном государственном университете, пройдя путь от ассистента до профессора (с 1989 года) кафедры математического анализа (сейчас — кафедра теории функций и функционального анализа).
С 1991 года — заведующий лабораторией математического анализа Института прикладной математики ДВО РАН.
В 2003 году избран членом-корреспондентом РАН.

## Научная деятельность
Специалист в области теории функций.
Ведёт в области развития методов симметризации и их приложениям в геометрической теории функций.
Ввёл новые преобразования множеств и конденсаторов типа симметризации, впервые разработал технику поляризации для пространственных конденсаторов, предложил оригинальные симметризацинные преобразования.
Нашёл решения для задачи Сёге о покрытии радиальных отрезков при однолистном отображении, задачи Фекете об оценке трансфинитного диаметра; доказал гипотезу Хеймана о покрытии регулярными в круге функциями, гипотезу А. А. Гончара о гармонической мере и о ёмкости пространственных конденсаторов, гипотезу Вуоринена о модуле семейств кривых и другие.
Доказал весьма общие принципы симметризации для целого ряда симметризационных преобразований и для широкого круга ёмкостей, порождённых функционалами, зависящими от аргумента, функции и её первых частных производных.
Предложил технику приведения модулей обобщенных конденсаторов, с помощью которой доказал ряд теорем покрытия и искажения для различных классов аналитических функций.
Разработал новый подход к получению неравенств для полиномов и рациональных функций, основанный на применении однолистных конформных отображений и теории потенциала. С помощью этого подхода получена, в частности, серия оценок бернштейновского типа, усиливающих и уточняющих как современные, так и классические результаты такого рода.